# Dinamic Software
Dinamic Software, legalmente registrata come Microdigital Soft s.a., è stata un'azienda spagnola di sviluppo e pubblicazione di videogiochi. Fondata nel 1984, divenne la principale software house spagnola dei suoi tempi.
Era specializzata in titoli originali di vario genere per i principali tipi di computer dell'epoca, a 8 bit e a 16 bit.
Aveva sede al ventisettesimo piano del grattacielo Torre di Madrid a Madrid.
Fu attiva fino al 1992, per poi chiudere per fallimento; parte dell'ex direttivo della Dinamic Software rifondò successivamente la Dinamic Multimedia.

## Storia
L'azienda iniziò come attività familiare dei tre giovani fratelli Nacho, Pablo e Víctor Ruiz, ai quali si aggiunsero due collaboratori. L'attrezzatura informatica era limitata a uno ZX Spectrum con registratore di cassette e televisore in bianco e nero. Il gruppo si occupava di tutto il ciclo di produzione, duplicando le cassette in casa e vendendo per corrispondenza. I primi titoli pubblicati, solo per Spectrum, furono il programma di grafica Artist, l'avventura testuale in spagnolo Yenght e lo strategico Mapsnatch.
Il primo successo notevole si ebbe poco dopo con l'avventura dinamica Saimazoom, che ebbe come seguiti Babaliba e Abu Simbel Profanation.
L'azienda crebbe, raggiungendo nel 1988 i 24 programmatori, e la produzione si estese ai computer Amstrad CPC e MSX, che insieme allo Spectrum avevano la Spagna come secondo paese al mondo per diffusione (CPC dopo la Francia, MSX dopo il Giappone e Spectrum dopo il Regno Unito), e al Commodore 64 che veniva preso in considerazione dopo. Si aggiunsero quindi le piattaforme a 16 bit Amiga, Atari ST e IBM compatibili.
Già dal 1985, appoggiandosi a editori stranieri come Gremlin Graphics, Codemasters e Ocean Software, Dinamic pubblicò titoli anche al di fuori della Spagna, per poi cominciare nel 1988 con Navy Moves a pubblicare direttamente in proprio i giochi sul mercato britannico e di conseguenza europeo. I primi titoli usciti all'estero furono Rocco, Abu Simbel Profanation, Video Olympics, West Bank (clone di Bank Panic), Camelot Warriors, Phantomas, Vampire, Army Moves (il primo grande successo internazionale), Game Over, Freddy Hardest, Basket Master, Game Over II, Navy Moves, Grand Prix Master, After the War.
Dinamic ricevette il Premio a la Joven Empresa 1987, premio nazionale spagnolo per le giovani aziende assegnato dalla Confederación Española de Junior Empresas.
Il genere dei videogiochi prodotti nei circa 8 anni di attività della Dinamic è perlopiù l'azione, ma l'azienda pubblicò anche diversi videogiochi sportivi, alcuni con licenza di usare nomi famosi dello sport come Fernando Martín, e ci fu una consistente produzione di avventure testuali in spagnolo dotate di illustrazioni. 
Per lo sviluppo di queste ultime, Dinamic istituì Aventuras AD, inizialmente un gruppo di lavoro interno che nel 1988 impiegava 5 persone, poi divenuto una piccola società controllata, che realizzò una quantità ridotta di titoli, ma rilevanti in patria.
Il declino della Dinamic si verificò in concomitanza con un periodo di crisi di tutta l'industria del software spagnolo, che aveva vissuto un periodo d'oro iniziato a metà anni '80 e terminato nei primi anni '90. La principale causa del fallimento di Dinamic fu in particolare un disastroso tentativo di entrare nel mercato delle macchine arcade. Furono infatti realizzate delle poco conosciute versioni arcade dei giochi della Dinamic After the War, Hammer Boy e Mega Phoenix.
L'ex direttivo rimase in attività nel campo dei videogiochi, prima con la Dinamic Multimedia e poi con la FX Interactive.

## Videogiochi
Elenco approssimativo dei titoli sviluppati o pubblicati (spesso entrambe, almeno in Spagna).
| Titolo                                                              | Anno | Piattaforme                                                    |
| ------------------------------------------------------------------- | ---- | -------------------------------------------------------------- |
| Artist (programma di grafica)                                       | 1984 | Spectrum                                                       |
| Yenght                                                              | 1984 | Spectrum                                                       |
| Mapsnatch                                                           | 1984 | Spectrum                                                       |
| Saimazoom                                                           | 1984 | MSX, Spectrum                                                  |
| Babaliba                                                            | 1984 | Spectrum                                                       |
| Video Olympics (Video Olimpic)                                      | 1984 | Spectrum                                                       |
| Camelot Warriors                                                    | 1985 | Amstrad, C64, MSX, Spectrum                                    |
| Olé, toro                                                           | 1985 | Amstrad, Spectrum                                              |
| West Bank (clone di Bank Panic)                                     | 1985 | Amstrad, C64, Spectrum                                         |
| Abu Simbel Profanation                                              | 1985 | Amstrad, MSX, Spectrum                                         |
| Rocco (Rocky)                                                       | 1985 | Amstrad, MSX, Spectrum                                         |
| Sgrizam                                                             | 1985 | Amstrad, Spectrum                                              |
| Phantomas                                                           | 1986 | Spectrum                                                       |
| Vampire (Phantomas II)                                              | 1986 | Amstrad, C64, MSX, Spectrum                                    |
| Cobra's Arc                                                         | 1986 | Amstrad, MSX, Spectrum                                         |
| Army Moves                                                          | 1986 | Amiga, Amstrad, Atari ST, C64, DOS, MSX, Spectrum              |
| Nonamed                                                             | 1986 | Amstrad, MSX, Spectrum                                         |
| Dustin                                                              | 1986 | Amstrad, MSX, Spectrum                                         |
| Tommy o Viaje fin de Curso (come Future Stars)                      | 1986 | Amstrad, Spectrum                                              |
| Ali-Bebe (come Future Stars)                                        | 1986 | Spectrum                                                       |
| Krypton Raiders (come Future Stars)                                 | 1986 | Spectrum                                                       |
| Megacorp                                                            | 1987 | Amstrad, C64, DOS, Spectrum                                    |
| Fernando Martín Executive                                           | 1987 | MSX                                                            |
| Game Over                                                           | 1987 | Amstrad, C64, MSX, PC booter, Thomson MO, Thomson TO, Spectrum |
| Game Over II (Phantis)                                              | 1987 | Amstrad, Atari ST, C64, MSX, PC booter, Spectrum               |
| Basket Master (Fernando Martín Basket Master)                       | 1987 | Amstrad, C64, DOS, MSX, Spectrum                               |
| Freddy Hardest                                                      | 1987 | Amstrad, C64, MSX, PC booter, Spectrum                         |
| Don Quijote                                                         | 1987 | Amstrad, C64, DOS, MSX, Spectrum                               |
| Arquimedes XXI                                                      | 1987 | Amstrad, MSX, Spectrum                                         |
| Capitán Sevilla                                                     | 1988 | Amstrad, MSX, Spectrum                                         |
| Los pájaros de Bangkok (tratto da Gli uccelli di Bangkok)           | 1988 | Amstrad, C64, DOS, Spectrum                                    |
| Hundra                                                              | 1988 | Amstrad, MSX, Spectrum                                         |
| La guerra de las vajillas                                           | 1988 | Amstrad, C64, Spectrum                                         |
| Navy Moves                                                          | 1988 | Amiga, Amstrad, Atari ST, C64, DOS, MSX, Spectrum              |
| Grand Prix Master (Aspar GP Master)                                 | 1988 | Amiga, Amstrad, Atari ST, C64, DOS, MSX, Spectrum              |
| Turbo Girl                                                          | 1988 | Amstrad, C64, MSX, Spectrum                                    |
| Meganova                                                            | 1988 | Amstrad, C64, MSX, Spectrum                                    |
| The Last Commando (Comando Tracer)                                  | 1988 | Amstrad, MSX, Spectrum                                         |
| Target Plus                                                         | 1988 | Amstrad, C64, MSX, Spectrum                                    |
| Mike Gunner                                                         | 1988 | Amstrad, C64, DOS, MSX, Spectrum                               |
| Delfox                                                              | 1988 | Spectrum                                                       |
| El Capitán Trueno                                                   | 1989 | Amstrad, DOS, MSX, Spectrum                                    |
| Rescue from Atlantis (Rescate Atlantida)                            | 1989 | Amstrad, MSX, Spectrum                                         |
| Bestial Warrior                                                     | 1989 | Amstrad, MSX, Spectrum                                         |
| Michel Fútbol Master Super Skills                                   | 1989 | Amstrad, DOS, MSX, Spectrum                                    |
| Cosmic Sheriff                                                      | 1989 | Amstrad, DOS, MSX, Spectrum                                    |
| After the War                                                       | 1989 | Amiga, Amstrad, arcade, Atari ST, C64, DOS, MSX, Spectrum      |
| A.M.C.: Astro Marine Corps                                          | 1989 | Amiga, Amstrad, Atari ST, C64, MSX, Spectrum                   |
| Freddy Hardest in South Manhattan (Freddy Hardest en Manhattan sur) | 1989 | Amiga, Amstrad, Atari ST, DOS, MSX, Spectrum                   |
| Satan                                                               | 1989 | Amiga, Amstrad, Atari ST, C64, DOS, MSX, PC booter, Spectrum   |
| Narco Police                                                        | 1989 | Amiga, Amstrad, Atari ST, C64, DOS, MSX, PC booter, Spectrum   |
| La aventura original (Aventuras AD)                                 | 1989 | Amiga, Amstrad, Atari ST, C64, DOS, MSX, Spectrum              |
| Jabato (Aventuras AD)                                               | 1989 | Amiga, Amstrad, Atari ST, C64, DOS, MSX, Spectrum              |
| Hammer Boy                                                          | 1990 | Amiga, Amstrad, arcade, Atari ST, C64, DOS, MSX, Spectrum      |
| Professional Tennis Simulator (Simulador Profesional de Tenis)      | 1990 | Amstrad, DOS, MSX, Spectrum                                    |
| Buggy Ranger                                                        | 1990 | Amstrad, DOS, MSX, Spectrum                                    |
| La diosa de Cozumel (Aventuras AD)                                  | 1990 | Amiga, Amstrad, Atari ST, C64, DOS, MSX, Spectrum              |
| La aventura espacial (Aventuras AD)                                 | 1990 | Amiga, Amstrad, Atari ST, C64, DOS, MSX, Spectrum              |
| Mega Phoenix                                                        | 1991 | Amiga, Amstrad, arcade, Atari ST, C64, MSX, Spectrum           |
| Los templos sagrados (Aventuras AD)                                 | 1991 | Amiga, Amstrad, Atari ST, C64, DOS, MSX, Spectrum              |
| Risky Woods                                                         | 1992 | Amiga, Atari ST, DOS, Mega Drive                               |
| Simulador Profesional de Fútbol                                     | 1992 | DOS                                                            |
| Chichen Itza (Aventuras AD)                                         | 1992 | Amiga, Amstrad, Atari ST, C64, DOS, MSX, Spectrum              |